# Boa Esporte Clube
Il Boa Esporte Clube, meglio noto come Boa Esporte e in precedenza come Ituiutaba, è una società calcistica brasiliana con sede nella città di Varginha, nello stato del Minas Gerais.

## Storia
Il club è stato fondato il 30 aprile 1947 nella città di Ituiutaba con il nome di Ituiutaba Esporte Clube. Ha vinto il Campeonato Mineiro Módulo II nel 2004 e la Taça Minas Gerais nel 2007. Durante la stagione 2011, il club si è trasferito nella città di Varginha, cambiando il nome in Boa Esporte Clube, e farà ritorno a Ituiutaba quando il nuovo stadio sarà pronto. Come Boa Esporte Clube, ha vinto il Campeonato Mineiro Módulo II nel 2011.

## Palmarès

### Competizioni nazionali
- Campeonato Brasileiro Série C: 1

2016

### Competizioni statali
- Campeonato Mineiro Módulo II: 2

2004, 2011
- Taça Minas Gerais: 2

2007, 2012

### Altri piazzamenti
- Campeonato Brasileiro Série C:

Secondo posto: 2010
- Campionato Mineiro:

Semifinalista: 2009